# Lijst van administratieve eenheden in Trà Vinh
Deze lijst bevat een overzicht van administratieve eenheden in Trà Vinh (provincie) (Vietnam).
De provincie Trà Vinh ligt in het zuiden van Vietnam, dat ook bekendstaat onder de naam Mekong-delta. De oppervlakte van de provincie bedraagt 2295,1 km² en Trà Vinh telt ruim 1.045.800 inwoners. Trà Vinh is onderverdeeld in een stad en zeven huyện.

## Stad

### Thành phốTrà Vinh
- Phường 1
- Phường 2
- Phường 3
- Phường 4
- Phường 5
- Phường 6
- Phường 7
- Phường 8
- Phường 9
- Xã Long Đức

## Huyện

### Huyện Càng Long
- Thị trấn Càng Long
- Xã An Trường
- Xã An Trường A
- Xã Bình Phú
- Xã Đại Phúc
- Xã Đại Phước
- Xã Đức Mỹ
- Xã Huyền Hội
- Xã Mỹ Cẩm
- Xã Nhị Long
- Xã Nhị Long Phú
- Xã Phương Thạnh
- Xã Tân An
- Xã Tân Bình

### Huyện Cầu Kè
- Thị trấn Cầu Kè
- Xã An Phú Tân
- Xã Châu Điền
- Xã Hòa Ân
- Xã Hòa Tân
- Xã Ninh Thới
- Xã Phong Phú
- Xã Phong Thạnh
- Xã Tam Ngãi
- Xã Thạnh Phú
- Xã Thông Hòa

### Huyện Cầu Ngang
- Thị trấn Cầu Ngang
- Thị trấn Mỹ Long
- Xã Hiệp Hòa
- Xã Hiệp Mỹ Đông
- Xã Hiệp Mỹ Tây
- Xã Kim Hòa
- Xã Long Sơn
- Xã Mỹ Hòa
- Xã Mỹ Long Bắc
- Xã Mỹ Long Nam
- Xã Nhị Trường
- Xã Thạch Hòa Sơn
- Xã Thuận Hòa
- Xã Trường Thọ
- Xã Vĩnh Kim

### Huyện Châu Thành
- Thị trấn Châu Thành
- Xã Đa Lộc
- Xã Hòa Lợi
- Xã Hòa Minh
- Xã Hòa Thuận
- Xã Hưng Mỹ
- Xã Long Hòa
- Xã Lương Hòa
- Xã Lương Hòa A
- Xã Mỹ Chánh
- Xã Nguyệt Hóa
- Xã Phước Hảo
- Xã Song Lộc
- Xã Thanh Mỹ

### Huyện Duyên Hải
- Thị trấn Duyên Hải
- Xã Dân Thành
- Xã Đông Hải
- Xã Hiệp Thạnh
- Xã Long Hữu
- Xã Long Khánh
- Xã Long Toàn
- Xã Long Vĩnh
- Xã Ngũ Lạc
- Xã Trường Long Hòa

### Huyện Tiểu Cần
- Thị trấn Cầu Quan
- Thị trấn Tiểu Cần
- Xã Hiếu Trung
- Xã Hiếu Tử
- Xã Hùng Hòa
- Xã Long Thới
- Xã Ngãi Hùng
- Xã Phú Cẩn
- Xã Tân Hòa
- Xã Tân Hùng
- Xã Tập Ngãi

### Huyện Trà Cú
- Thị trấn Định An
- Thị trấn Trà Cú
- Xã An Quảng Hữu
- Xã Đại An
- Xã Định An
- Xã Đôn Châu
- Xã Đôn Xuân
- Xã Hàm Giang
- Xã Hàm Tân
- Xã Kim Sơn
- Xã Long Hiệp
- Xã Lưu Nghiệp Anh
- Xã Ngãi Xuyên
- Xã Ngọc Biên
- Xã Phước Hưng
- Xã Tân Hiệp
- Xã Tân Sơn
- Xã Tập Sơn
- Xã Thanh Sơn